# Dendrobina
A Dendrobina é um alcaloide encontrado principalmente na orquídea Dendrobium nobile em um teor médio de  0,5% da massa total apresentada pelo vegetal. Em temperatura ambiente, apresenta-se na forma de um sólido incolor.  Possui propriedades farmacológicas sendo estudadas, incluindo ação antipirética, analgésica e antiviral. Em caso de superdosagem, pode levar à morte por desencadear convulsões.

## Efeitos
Enquanto efeitos em humanos ainda não foram amplamente estudados, pesquisas farmacológicas envolvendo o efeito da administração de  dendrobina em pequenos animais foram conduzidos em 1935. Chegou-se a conclusão que a dendrobina apresenta certo efeito analgésico quando administrada à camundongos na dose entre 5 a 15 miligramas por quilograma de massa corporal. Detectou-se também efeito antipirético em coelhos, quando administrado na dose de 8.5 mg/kg. Efeitos hipotensivos foram reportados em experimentos envolvendo gatos, cães e sapos.
Estudos indicam que a dendrobina apresenta ação antiviral, apontando eficiência no combate dos vírus Influenza A.  Também há estudos que apontam seu potencial como antidepressivo e neuroprotetor em seres humanos.

### Toxicidade
A substância apresenta certa toxicidade. A dose letal mínima para ratos e camundongos é de 20 mg/kg de massa corporal. Já em coelhos, essa dose é reduzida para 17 mg/kg.